# For Those That Wish to Exist
| Совокупная оценка    | Совокупная оценка |
| Источник             | Оценка            |
| -------------------- | ----------------- |
| AnyDecentMusic?      | 7.7/10            |
| Metacritic           | 80/100            |
| Оценки критиков      |                   |
| Источник             | Оценка            |
| Clash                | 9/10              |
| Dead Press!          | [ 4 ]             |
| Distorted Sound      | 9/10              |
| DIY                  | [ 6 ]             |
| Exclaim!             | 7/10              |
| Kerrang!             | [ 8 ]             |
| The Line of Best Fit | 7/10              |
| New Noise            | [ 10 ]            |
| NME                  | [ 11 ]            |
| Wall of Sound        | 9/10              |

For Those That Wish to Exist — девятый студийный альбом британской металкор-группы Architects, вышедший 26 февраля 2021 года.

## История
Жанры альбома были описаны как металкор, ню-метал, альтернативный металл, прогрессив-метал и пост-хардкор с элементами других жанров, таких как индастриал-метал, электронная музыка, классическая оркестровая, пост-рок, синти-поп, электропоп и EDM.

## Отзывы
Альбом получил положительные отзывы критиков. На сайте-агрегаторе Metacritic он получил оценку 80/100. Среди отзывов: Clash, Dead Press!, Distorted Sound, DIY, Exclaim!.

## Список композиций
Все тексты написаны Dan Searle, вся музыка написана Architects.
| №                   | Название                                                             | Длительность |
| ------------------- | -------------------------------------------------------------------- | ------------ |
| 1.                  | «Do You Dream of Armageddon?»                                        | 1:38         |
| 2.                  | «Black Lungs»                                                        | 3:51         |
| 3.                  | «Giving Blood»                                                       | 3:32         |
| 4.                  | «Discourse Is Dead»                                                  | 3:46         |
| 5.                  | «Dead Butterflies»                                                   | 4:02         |
| 6.                  | «An Ordinary Extinction»                                             | 4:07         |
| 7.                  | «Impermanence» (при участии Winston McCall из Parkway Drive)         | 4:02         |
| 8.                  | «Flight Without Feathers»                                            | 3:48         |
| 9.                  | «Little Wonder» (при участии Mike Kerr из Royal Blood)               | 3:47         |
| 10.                 | «Animals»                                                            | 4:04         |
| 11.                 | «Libertine»                                                          | 4:01         |
| 12.                 | «Goliath» (при участии Simon Neil из Biffy Clyro)                    | 4:17         |
| 13.                 | «Demi God»                                                           | 4:26         |
| 14.                 | «Meteor»                                                             | 4:01         |
| 15.                 | «Dying Is Absolutely Safe» (при участии Liam Kearley из Black Peaks) | 4:59         |
| Общая длительность: | Общая длительность:                                                  | 58:21        |

## Участники записи
По данным с сайта AllMusic.
| Architects - Сэм Картер — вокал - Джош Миддлтон — гитара, вокал, продюсер - Адам Кристиансон — гитара, бэк-вокал - Алекс Дин — бас-гитара, клавишные - Дэн Сирл — ударные, перкуссия, музыкальное программирование, продюсер Дополнительные музыканты - Winston McCall из Parkway Drive — гостевой вокал на треке 7 - Mike Kerr из Royal Blood — гостевой вокал на треке 9 - Simon Neil из Biffy Clyro — гостевой вокал на треке 12 - Liam Kearley из Black Peaks — гостевой ударные на треке 15 - Амели Сирл-Десбиенс — дополнительный вокал - Choir Noir — дополнительный вокал - Alexander Verster — дабл-бас - Patrick James Pearson — фортепиано | - Tim Lowe — виолончель - Ignacio Montero Requena, Jari Kamsula, Palle Schou Nielsen и Susanne Skou — валторна - Fabrice Godin, Jens Vind и Marek Stolarczyk — тромбон - Anders Farstad, Nicholai Andersen и Tristan Button — труба - Edward Bale — альт - Antonia Kesel and Will Harvey — скрипка - Simon Dobson — медные духовые музыкальные инструменты, струнные, аранжировка - The Parallax Orchestra — струнные Дополнительный персонал - Питер Майлс — дополнительное продюсирование - Адам «Nolly» Гетгуд — запись ударных - Zakk Cervini — микширование - Chris Athens — мастеринг - Робин Адамс — редактирование вокала - Joachim Hejslet Jørgensen — аранжировка медных духовых музыкальных инструментов - Nick Steinhardt — дизайн - Giles Smith и Tom Welsh — фотографии |

## Чарты
| Чарт (2021)                                   | Высшая позиция |
| --------------------------------------------- | -------------- |
| Австралия (ARIA)                              | 1              |
| Австрия (Ö3 Austria)                          | 5              |
| Бельгия/Фландрия (Ultratop)                   | 16             |
| Бельгия/Валлония (Ultratop)                   | 32             |
| Канада (Canadian Albums Chart)                | 57             |
| Чехия (ČNS IFPI)                              | 74             |
| Нидерланды (Album Top 100)                    | 39             |
| Финляндия (Suomen virallinen lista)           | 14             |
| Германия (Offizielle Top 100)                 | 3              |
| Шотландия (Scottish Albums Chart)             | 3              |
| Швеция (Hard Rock Albums, Sverigetopplistan)  | 9              |
| Швейцария (Schweizer Hitparade)               | 7              |
| Великобритания (UK Albums Chart)              | 1              |
| Великобритания (UK Independent Albums Chart)  | 2              |
| Великобритания (UK Rock & Metal Albums Chart) | 1              |
| США (Billboard 200)                           | 80             |
| США (Billboard Independent Albums)            | 11             |
| США (Billboard Top Hard Rock Albums)          | 4              |
| США (Billboard Top Rock Albums)               | 11             |